# Wikstroemia venosa
Wikstroemia venosa är en tibastväxtart som beskrevs av Elmer Drew Merrill och Perry. Wikstroemia venosa ingår i släktet Wikstroemia och familjen tibastväxter. Inga underarter finns listade i Catalogue of Life.